# Liam Brearley
Liam Brearley (Orillia, 27 febbraio 2003) è uno snowboarder canadese, specializzato in slopestyle e big air.

## Biografia
Specializzato in slopestyle e big air e attivo a livello internazionale dal gennaio 2018, Brearley ha debuttato in Coppa del Mondo il 26 gennaio 2019, giungendo 28º nello slopestyle ad Alpe di Siusi e ha ottenuto il suo primo podio il 16 febbraio 2020 nella gara della stessa specialità di Calgary, vinto dal neozelandese Tiarn Collins. Si è laureato campione del mondo nello slopestyle a Engadina 2025.

## Palmarès

### Mondiali
- 1 medaglia:
  - 1 oro (slopestyle a Engadina 2025)

### Winter X Games
- 1 medaglia:
  - 1 oro (knuckle huck ad Aspen 2024)

### Coppa del Mondo
- Miglior piazzamento nella Coppa del Mondo generale di freestyle: 3º nel 2021
- Vincitore della Coppa del Mondo di slopestyle nel 2024
- 5 podi:
  - 2 vittorie
  - 2 secondi posti
  - 1 terzo posto

#### Coppa del Mondo - vittorie
| Data            | Località   | Paese    | Specialità |
| --------------- | ---------- | -------- | ---------- |
| 20 gennaio 2024 | Laax       | Svizzera | SBS        |
| 23 marzo 2024   | Silvaplana | Svizzera | SBS        |

Legenda:

SBS = Slopestyle